# Bagata (Kwilu)
Ne doit pas être confondu avec Bagata (Burkina Faso).
Bagata est une localité chef-lieu du territoire éponyme dans la province de Kwilu de la république démocratique du Congo.

## Géographie
Elle est située en rive droite la rivière Kwilu entre Kikwit et Bandundu. Elle est desservie par la route nationale 9 à 130 km au sud-est du chef-lieu provincial Bandundu.

## Administration
La localité a le statut de commune rurale de moins de 80 000 électeurs, elle compte 7 conseillers municipaux en 2019.

## Société
La localité est le siège de la paroisse catholique Saint-Joseph de Bagata, fondée en 1955, elle est rattachée à la doyenné de Bagata du diocèse de Kenge.

## Habitants notoires
Tabu Ley Rochereau, un musicien et, plus tard homme politique, une fois surnommé le « Africains Elvis », est né à Bagata.